# UEFA Champions League 2022-2023 (qualificazioni)
La fase di qualificazione della UEFA Champions League 2022-2023 si è disputata tra il 21 giugno e il 24 agosto 2022. Hanno partecipato a questa prima fase della competizione 54 club: sei di essi si sono qualificati alla successiva fase a gironi, composta da 32 squadre.

## Date
| Turno             | Sorteggio                       | Andata                      | Ritorno                     |
| ----------------- | ------------------------------- | --------------------------- | --------------------------- |
| Turno preliminare | 7 giugno 2022 (Nyon)            | 21 giugno 2022 (semifinali) | 21 giugno 2022 (semifinali) |
| Turno preliminare | 7 giugno 2022 (Nyon)            | 24 giugno 2022 (finale)     |                             |
| Primo turno       | 14 giugno 2022 (Nyon)           | 5-6 luglio 2022             | 12-13 luglio 2022           |
| Secondo turno     | 15 giugno 2022 (Nyon)           | 19-20 luglio 2022           | 26-27 luglio 2022           |
| Terzo turno       | 18 luglio 2022 (Nyon)           | 2-3 agosto 2022             | 9 agosto 2022               |
| Spareggi          | 2 agosto 2022, ore 12:00 (Nyon) | 16-17 agosto 2022           | 23-24 agosto 2022           |

## Squadre
| Legenda | Legenda                                                           |
| --- | ----------------------------------------------------------------- |
| I club vincitori del terzo turno avanzano al turno di spareggi |                                                                   |
| I club sconfitti nel terzo turno accedono agli spareggi (se partecipanti tra i Campioni) o alla fase a gironi (se partecipanti tra le Piazzate) dell'Europa League |                                                                   |
| I club sconfitti nel secondo turno accedono al terzo turno dell'Europa League                                                                                      |                                                                   |
| I club sconfitti nel turno preliminare e | nel primo turno accedono al secondo turno della Conference League |

| Squadre              | Coeff    |
| Campioni             | Campioni |
| -------------------- | -------- |
| Stella Rossa         | 46.000   |
| Apollōn Limassol     | 14.000   |
| Piazzate             |          |
| Benfica              | 61.000   |
| Rangers              | 50.250   |
| PSV                  | 33.000   |
| Monaco               | 26.000   |
| Sturm Graz           | 7.700    |
| Union Saint-Gilloise | 6.120    |

| Squadre         | Coeff    |
| Campioni        | Campioni |
| --------------- | -------- |
| Dinamo Zagabria | 49.500   |
| Olympiacos      | 41.000   |
| Viktoria Plzeň  | 31.000   |
| Maccabi Haifa   | 7.000    |
| Zurigo          | 7.000    |
| Piazzate        |          |
| Dinamo Kiev     | 44.000   |
| Midtjylland     | 19.000   |
| Fenerbahçe      | 14.500   |
| AEK Larnaca     | 7.500    |

| Squadre           | Coeff    |
| Campioni          | Campioni |
| ----------------- | -------- |
| Qarabağ           | 25.000   |
| Malmö FF          | 23.500   |
| Ludogorec         | 23.000   |
| Sheriff Tiraspol  | 22.500   |
| CFR Cluj          | 19.500   |
| Bodø/Glimt        | 17.000   |
| Ferencváros       | 15.500   |
| Maribor           | 14.000   |
| Slovan Bratislava | 13.000   |
| HJK               | 8.500    |
| The New Saints    | 8.500    |
| F91 Dudelange     | 8.500    |
| Žalgiris          | 8.000    |
| Lincoln Red Imps  | 7.250    |
| Shamrock Rovers   | 7.000    |

| Squadre           | Coeff    |
| Campioni          | Campioni |
| ----------------- | -------- |
| Linfield          | 7.000    |
| Zrinjski Mostar   | 7.000    |
| Šachcër Salihorsk | 6.250    |
| Sutjeska          | 6.250    |
| KÍ Klaksvík       | 6.250    |
| Lech Poznań       | 6.000    |
| Hibernians        | 5.500    |
| Tobyl             | 4.500    |
| Shkupi            | 4.500    |
| P'yownik          | 4.250    |
| RFS Riga          | 4.000    |
| Dinamo Batumi     | 3.250    |
| Tirana            | 2.750    |
| Ballkani          | 1.633    |

| Squadre         | Coeff    |
| Campioni        | Campioni |
| --------------- | -------- |
| Levadia Tallinn | 4.750    |
| La Fiorita      | 4.000    |
| Inter Escaldes  | 3.000    |
| Víkingur        | 1.075    |

## Risultati

### Turno preliminare
Il turno preliminare consisterà in due semifinali che si giocheranno il 21 giugno 2022 e la finale il 24 giugno 2022. Il sorteggio del turno preliminare si è svolto il 7 giugno 2022.

#### Sorteggio
Partecipano al turno preliminare 4 squadre, sorteggiate in due accoppiamenti con partita unica, la posizione delle squadre come teste di serie, è basato sul coefficiente UEFA per club del 2022, con due teste di serie e due non teste di serie in semifinale, con le due vincitrici che si affrontano nella finale per l'accesso al primo turno in gara secca. Le partite si svolgeranno al Víkingsvöllur di Reykjavík, in Islanda, quindi la prima squadra sorteggiata negli accoppiamenti delle semifinali, e nella finale (tra le due vincitrici delle semifinali, la cui identità non era nota al momento della sorteggio), sarebbe la squadra "di casa" ai fini amministrativi.
Le squadre eliminate nel turno preliminare saranno sorteggiate nel percorso Campioni del secondo turno di qualificazione della UEFA Europa Conference League.
| Teste di serie  | Coeff | Non teste di serie | Coeff |
| --------------- | ----- | ------------------ | ----- |
| Levadia Tallinn | 4.750 | Inter Escaldes     | 3.000 |
| La Fiorita      | 4.000 | Víkingur           | 1.075 |

#### Risultati
| Squadra 1       | Risultato  | Squadra 2      |
| Semifinali      | Semifinali | Semifinali     |
| --------------- | ---------- | -------------- |
| Levadia Tallinn | 1 - 6      | Víkingur       |
| La Fiorita      | 1 - 2      | Inter Escaldes |
| Finale          |            |                |
| Inter Escaldes  | 0 - 1      | Víkingur       |

##### Semifinali
| Arbitro: | Tomasz Musiał |

|                         |           |                                                                                  |
| Beglarishvili 5’ (rig.) | Marcatori | 10’ McLagan 27’ Ingason 45+1’ Sigurdsson 49’ Hansen 71’ Guðjónsson 77’ Magnússon |

| Arbitro: | Rohit Saggi |

|               |           |                    |
| Rinaldi 45+2’ | Marcatori | 55’, 66’ Soldevila |

##### Finale
| Arbitro: | Urs Schnyder |

|  |           |             |
|  | Marcatori | 68’ Ingason |

### Primo turno

#### Sorteggio
Partecipano al primo turno di qualificazione, un totale di 30 squadre: 29 squadre che entrano in questo turno, e 1 vincitore del turno preliminare. La posizione delle squadre come teste di serie, è basato sui coefficienti UEFA per club del 2022. Per il vincitore del turno preliminare, la cui identità non era nota al momento del sorteggio, è stato utilizzato il coefficiente di club della squadra rimanente con il punteggio più alto. Prima del sorteggio, la UEFA ha formato tre gironi da dieci squadre (cinque teste di serie e cinque non teste di serie) secondo i principi stabiliti dal Comitato Competizioni per Club. La prima squadra estratta in ogni accoppiamento è la squadra che giocherà in casa la gara di andata.
Le squadre eliminate nel primo turno di qualificazione saranno sorteggiate nel percorso Campioni del secondo turno di qualificazione della UEFA Europa Conference League. Ad eccezione delle perdenti tra Maribor–Šachcër Salihorsk e HJK–RFS Riga che saranno inserite nel sorteggio per il terzo turno di qualificazione della stessa competizione.
| Gruppo 1                                             | Gruppo 1                                         | Gruppo 2                                        | Gruppo 2                                        | Gruppo 3                                                                    | Gruppo 3                                                    |
| Teste di serie                                       | Non teste di serie                               | Teste di serie                                  | Non teste di serie                              | Teste di serie                                                              | Non teste di serie                                          |
| ---------------------------------------------------- | ------------------------------------------------ | ----------------------------------------------- | ----------------------------------------------- | --------------------------------------------------------------------------- | ----------------------------------------------------------- |
| Ludogorec CFR Cluj Ferencváros Maribor F91 Dudelange | Sutjeska Šachcër Salihorsk Tobyl P'yownik Tirana | Malmö FF Bodø/Glimt HJK The New Saints Žalgiris | Linfield KÍ Klaksvík Víkingur RFS Riga Ballkani | Qarabağ Sheriff Tiraspol Slovan Bratislava Lincoln Red Imps Shamrock Rovers | Zrinjski Mostar Lech Poznań Hibernians Shkupi Dinamo Batumi |

#### Risultati
| Squadra 1         | Totale          | Squadra 2         | Andata | Ritorno     |
| ----------------- | --------------- | ----------------- | ------ | ----------- |
| P'yownik          | 2 - 2 (4-3 dtr) | CFR Cluj          | 0 - 0  | 2 - 2 (dts) |
| Maribor           | 2 - 0           | Šachcër Salihorsk | 0 - 0  | 2 - 0       |
| Ludogorec         | 3 - 0           | Sutjeska          | 2 - 0  | 1 - 0       |
| F91 Dudelange     | 3 - 1           | Tirana            | 1 - 0  | 2 - 1       |
| Tobyl             | 1 - 5           | Ferencváros       | 0 - 0  | 1 - 5       |
| Malmö FF          | 6 - 5           | Víkingur          | 3 - 2  | 3 - 3       |
| Ballkani          | 1 - 2           | Žalgiris          | 1 - 1  | 0 - 1 (dts) |
| HJK               | 2 - 2 (5-4 dtr) | RFS Riga          | 1 - 0  | 1 - 2 (dts) |
| Bodø/Glimt        | 4 - 3           | KÍ Klaksvík       | 3 - 0  | 1 - 3       |
| The New Saints    | 1 - 2           | Linfield          | 1 - 0  | 0 - 2 (dts) |
| Shamrock Rovers   | 3 - 0           | Hibernians        | 3 - 0  | 0 - 0       |
| Lech Poznań       | 2 - 5           | Qarabağ           | 1 - 0  | 1 - 5       |
| Shkupi            | 3 - 2           | Lincoln Red Imps  | 3 - 0  | 0 - 2       |
| Zrinjski Mostar   | 0 - 1           | Sheriff Tiraspol  | 0 - 0  | 0 - 1       |
| Slovan Bratislava | 2 - 1           | Dinamo Batumi     | 0 - 0  | 2 - 1 (dts) |

##### Andata
| Erevan 5 luglio 2022, ore 18:00 CEST ritorno → | P'yownik        | 0 – 0 referto | CFR Cluj | Stadio repubblicano Vazgen Sargsyan (8 000 spett.)\| Arbitro: \| Bastian Dankert \| |
| Arbitro:                                       | Bastian Dankert |               |          |                                                                                     |

| Arbitro: | Dumitri Muntean |

|                                         |           |                              |
| Olsson 16’ Toivonen 42’ Birmančević 84’ | Marcatori | 38’ Ingason 90+3’ Guðjónsson |

| Arbitro: | Vítor Ferreira |

|                           |           |  |
| Santana 74’ Tissera 90+1’ | Marcatori |  |

| Arbitro: | Rob Harvey |

|             |           |          |
| Gripshi 15’ | Marcatori | 25’ Buff |

| Arbitro: | Andrei Chivulete |

|             |           |  |
| Brobbel 57’ | Marcatori |  |

| Arbitro: | José Luis Munuera |

|           |           |  |
| Ishak 41’ | Marcatori |  |

| Arbitro: | Morten Krogh |

|                                |           |  |
| Finn 25’ Watts 40’ Gaffney 78’ | Marcatori |  |

| Arbitro: | Sebastian Gishamer |

|                                           |           |  |
| Danfa 11’ Adetunji 29’ Wiseman 62’ (aut.) | Marcatori |  |

| Qostanay 6 luglio 2022, ore 16:00 CEST ritorno → | Tobyl     | 0 – 0 referto | Ferencváros | Tsentralniy (8 420 spett.)\| Arbitro: \| Dario Bel \| |
| Arbitro:                                         | Dario Bel |               |             |                                                       |

| Arbitro: | Juxhin Xhaja |

|            |           |  |
| Martic 11’ | Marcatori |  |

| Arbitro: | Mohammed Al-Hakim |

|                               |           |  |
| Boniface 11’, 31’, 58’ (rig.) | Marcatori |  |

| Arbitro: | Rohit Saggi |

|           |           |  |
| Nader 71’ | Marcatori |  |

| Mostar 6 luglio 2022, ore 20:00 CEST ritorno → | Zrinjski Mostar | 0 – 0 referto | Sheriff Tiraspol | Stadio pod Bijelim Brijegom (5 400 spett.)\| Arbitro: \| Fabio Maresca \| |
| Arbitro:                                       | Fabio Maresca   |               |                  |                                                                           |

| Maribor 6 luglio 2022, ore 20:15 CEST ritorno → | Maribor               | 0 – 0 referto | Šachcër Salihorsk | Stadion Ljudski vrt (6 450 spett.)\| Arbitro: \| Anastasios Papapetrou \| |
| Arbitro:                                        | Anastasios Papapetrou |               |                   |                                                                           |

| Bratislava 6 luglio 2022, ore 20:30 CEST ritorno → | Slovan Bratislava | 0 – 0 referto | Dinamo Batumi | Národný futbalový štadión (10 589 spett.)\| Arbitro: \| David Coote \| |
| Arbitro:                                           | David Coote       |               |               |                                                                        |

##### Ritorno
| Arbitro: | David Fuxman |

|                                        |                      |                                           |
| Zjuzins 48’ Panić 56’                  | Marcatori            | 75’ Murilo                                |
| Jagodinskis Šarić Panić Lipušček Mareš | Tiri di rigore 4 – 5 | Väänänen Murilo Radulović Serrarens Terho |

| Arbitro: | Espen Eskås |

|             |           |  |
| Oyewusi 97’ | Marcatori |  |

| Arbitro: | Andrew Madley |

|                                                  |           |          |
| Kady 14’, 74’ Ozobić 42’ Medina 56’ Hüseynov 77’ | Marcatori | 1’ Velde |

| Arbitro: | Filip Glova |

|                          |           |  |
| Juanfri 32’ Casciaro 69’ | Marcatori |  |

| Arbitro: | Radu Petrescu |

|                  |           |  |
| Savić 22’ (aut.) | Marcatori |  |

| Arbitro: | César Soto Grado |

|            |           |                      |
| Xhixha 78’ | Marcatori | 49’ Bojić 61’ Sinani |

| Ta' Qali 12 luglio 2022, ore 20:00 CEST ← andata | Hibernians            | 0 – 0 (tot.: 0-3) referto | Shamrock Rovers | Centenary Stadium (979 spett.)\| Arbitro: \| Manfredas Lukjančukas \| |
| Arbitro:                                         | Manfredas Lukjančukas |                           |                 |                                                                       |

| Arbitro: | Gergő Bogár |

|  |           |              |
|  | Marcatori | 53’ Sōtīriou |

| Arbitro: | John Beaton |

|                                |           |                                             |
| Gunnarsson 15’, 75’ Hansen 56’ | Marcatori | 34’ Birmančević 44’ Beijmo 47’ Christiansen |

| Arbitro: | Horațiu Feșnic |

|                                  |           |                     |
| Mikkelsen 12’ Andreasen 20’, 85’ | Marcatori | 55’ (rig.) Boniface |

| Arbitro: | Enea Jorgji |

|  |           |                   |
|  | Marcatori | 12’, 56’ Baturina |

| Arbitro: | António Nobre |

|                   |           |                                |
| Davitashvili 104’ | Marcatori | 115’ Barseġyan 120+3’ Šaponjić |

| Arbitro: | Krzysztof Jakubik |

|                                               |           |             |
| Traoré 4’, 17’ Laïdouni 21’ Bassey 74’, 90+1’ | Marcatori | 23’ Sergeev |

| Arbitro: | Michael Fabbri |

|                                      |                      |                                   |
| Adjei-Boateng 6’ Petrila 94’         | Marcatori            | 89’, 119’ Gajić                   |
| Dugandžić Petrila Burcă Muhar Camora | Tiri di rigore 3 – 4 | Cociuc Dašyan Harutyunyan Avagyan |

| Arbitro: | Duje Strukan |

|                          |           |  |
| Mulgrew 90+4’ Devine 95’ | Marcatori |  |

### Secondo turno

#### Sorteggio
Al secondo turno di qualificazione giocheranno un totale di 24 squadre. Saranno divisi in due percorsi:
- Campioni (20 squadre): 5 squadre che entrano in questo turno e 15 vincitrici del primo turno di qualificazione.
- Piazzate (4 squadre): 4 squadre che entrano in questo turno.

La posizione delle squadre come teste di serie si è basato sui coefficienti UEFA per club del 2022. Per i vincitori del primo turno di qualificazione, la cui identità non era nota al momento del sorteggio, è stato utilizzato il coefficiente della squadra con il punteggio più alto per ogni accoppiamento. Prima del sorteggio, la UEFA ha formato tre gironi del Percorso Campioni, due di sei squadre (tre teste di serie e tre non teste di serie) e una di otto squadre (quattro teste di serie e quattro non teste di serie), secondo i principi stabiliti dal Comitato Competizioni per Club. 
La prima squadra estratta in ogni accoppiamento è la squadra che giocherà in casa la gara di andata.
Le perdenti del Percorso Campioni saranno sorteggiate al terzo turno di qualificazione dell'Europa League Percorso Campioni, mentre le perdenti del Percorso Piazzate saranno sorteggiate al terzo turno di qualificazione dell'Europa League Percorso Piazzate.
| Gruppo 1                            | Gruppo 1                        | Gruppo 2                           | Gruppo 2              | Gruppo 3                                       | Gruppo 3                                            |
| Teste di serie                      | Non teste di serie              | Teste di serie                     | Non teste di serie    | Teste di serie                                 | Non teste di serie                                  |
| ----------------------------------- | ------------------------------- | ---------------------------------- | --------------------- | ---------------------------------------------- | --------------------------------------------------- |
| Dinamo Zagabria Qarabağ Ferencváros | Slovan Bratislava Shkupi Zurigo | Viktoria Plzeň Malmö FF Bodø/Glimt | HJK Linfield Žalgiris | Olympiacos Ludogorec Sheriff Tiraspol P'yownik | Maribor F91 Dudelange Maccabi Haifa Shamrock Rovers |

| Teste di serie          | Non teste di serie     |
| ----------------------- | ---------------------- |
| Dinamo Kiev Midtjylland | Fenerbahçe AEK Larnaca |

#### Risultati
| Squadra 1       | Totale          | Squadra 2         | Andata   | Ritorno     |
| Campioni        | Campioni        | Campioni          | Campioni | Campioni    |
| --------------- | --------------- | ----------------- | -------- | ----------- |
| Ferencváros     | 5 - 3           | Slovan Bratislava | 1 - 2    | 4 - 1       |
| Dinamo Zagabria | 3 - 2           | Shkupi            | 2 - 2    | 1 - 0       |
| Qarabağ         | 5 - 4           | Zurigo            | 3 - 2    | 2 - 2 (dts) |
| HJK             | 1 - 7           | Viktoria Plzeň    | 1 - 2    | 0 - 5       |
| Linfield        | 1 - 8           | Bodø/Glimt        | 1 - 0    | 0 - 8       |
| Žalgiris        | 3 - 0           | Malmö FF          | 1 - 0    | 2 - 0       |
| Ludogorec       | 4 - 2           | Shamrock Rovers   | 3 - 0    | 1 - 2       |
| Maribor         | 0 - 1           | Sheriff Tiraspol  | 0 - 0    | 0 - 1       |
| Maccabi Haifa   | 5 - 1           | Olympiacos        | 1 - 1    | 4 - 0       |
| P'yownik        | 4 - 2           | F91 Dudelange     | 0 - 1    | 4 - 1       |
| Piazzate        |                 |                   |          |             |
| Midtjylland     | 2 - 2 (4-3 dtr) | AEK Larnaca       | 1 - 1    | 1 - 1 (dts) |
| Dinamo Kiev     | 2 - 1           | Fenerbahçe        | 0 - 0    | 2 - 1 (dts) |

##### Andata

###### Campioni
| Arbitro: | Irfan Peljto |

|                         |           |                                |
| Kady 17’ Wadji 36’, 66’ | Marcatori | 65’ Kamberi 85’ (rig.) Kryeziu |

| Arbitro: | Georgi Kabakov |

|            |           |  |
| Ourega 49’ | Marcatori |  |

| Arbitro: | Craig Pawson |

|  |           |                  |
|  | Marcatori | 72’ (rig.) Hadji |

| Arbitro: | João Pinheiro |

|                                     |           |  |
| Sōtīriou 26’, 35’ Igor Thiago 90+4’ | Marcatori |  |

| Arbitro: | Andris Treimanis |

|            |           |  |
| Millar 83’ | Marcatori |  |

| Arbitro: | Radu Petrescu |

|                        |           |                       |
| Ademi 44’ Petković 86’ | Marcatori | 25’ Putita 89’ Cephas |

| Arbitro: | Nikola Dabanović |

|               |           |                           |
| Radulović 50’ | Marcatori | 6’ (rig.) Chorý 57’ Kopic |

| Arbitro: | Sascha Stegemann |

|              |           |                 |
| Haziza 90+2’ | Marcatori | 7’ Zinckernagel |

| Arbitro: | Ricardo de Burgos Bengoetxea |

|                  |           |                          |
| Zachariassen 70’ | Marcatori | 81’ Kashia 86’ Barseġyan |

| Maribor 20 luglio 2022, ore 20:15 CEST ritorno → | Maribor        | 0 – 0 referto | Sheriff Tiraspol | Stadion Ljudski vrt (7 150 spett.)\| Arbitro: \| Harald Lechner \| |
| Arbitro:                                         | Harald Lechner |               |                  |                                                                    |

###### Piazzate
| Arbitro: | Novak Simović |

|                 |           |             |
| Sviatchenko 84’ | Marcatori | 81’ Gyurcsó |

| Łódź 20 luglio 2022, ore 20:00 CEST ritorno → | Dinamo Kiev  | 0 – 0 referto | Fenerbahçe | Stadio municipale del Widzew Łódź (11 603 spett.)\| Arbitro: \| Glenn Nyberg \| |
| Arbitro:                                      | Glenn Nyberg |               |            |                                                                                 |

##### Ritorno

###### Campioni
| Arbitro: | Tamás Bognár |

|             |           |  |
| Yansane 88’ | Marcatori |  |

| Arbitro: | Aleksandar Stavrev |

|                                                   |           |  |
| Pernica 11’ Sýkora 21’, 73’ Hejda 31’ Kliment 84’ | Marcatori |  |

| Arbitro: | José Luis Munuera |

|           |           |                                           |
| Nader 21’ | Marcatori | 24’ Juninho 54’, 85’ Juričić 76’ Otubanjo |

| Arbitro: | Fabio Maresca |

|                       |           |             |
| Greene 21’ Emakhu 88’ | Marcatori | 90+1’ Cauly |

| Arbitro: | Jakob Kehlet |

|  |           |           |
|  | Marcatori | 47’ Ademi |

| Arbitro: | Roi Reinshreiber |

| |           |  |
| Vetlesen 7’ Boniface 21’ (rig.) Pellegrino 25’, 54’ (rig.) Saltnes 29’ Espejord 52’, 88’ Sampsted 73’ | Marcatori |  |

| Arbitro: | Kristo Tohver |

|  |           |                          |
|  | Marcatori | 34’ Oyewusi 52’ Oliveira |

| Arbitro: | Allard Lindhout |

|                                  |           |                    |
| Medvedev 4’ (aut.) Santini 90+6’ | Marcatori | 56’ Kady 98’ Owusu |

| Arbitro: | Marco Di Bello |

|              |           |                                                     |
| De Marco 70’ | Marcatori | 20’ Boli 31’ Zachariassen 89’ Traoré 90+5’ Laïdouni |

| Arbitro: | Daniel Stefański |

|  |           |                                        |
|  | Marcatori | 5’ Chery 61’, 65’ Pierrot 87’ Abu Fani |

###### Piazzate
| Arbitro: | István Vad |

|                                    |                      |                                 |
| Olatunji 9’                        | Marcatori            | 12’ Dalsgaard                   |
| Altman Miličević Romo Gama Gustavo | Tiri di rigore 3 – 4 | Dreyer Sisto Sørensen Dyhr Kaba |

| Arbitro: | Massimiliano Irrati |

|            |           |                                |
| Szalai 89’ | Marcatori | 57’ Bujal's'kij 114’ Karavajev |

### Terzo turno

#### Sorteggio
Il sorteggio per il terzo turno di qualificazione si terrà il 18 luglio 2022, 12:00 CEST.
Al terzo turno di qualificazione giocheranno un totale di 20 squadre. Saranno divisi in due percorsi:
- Campioni (12 squadre): 2 squadre che entrano in questo turno e 10 vincitrici del secondo turno di qualificazione (Percorso campioni).
- Piazzate (8 squadre): 6 squadre che entrano in questo turno e 2 vincitrici del secondo turno di qualificazione (Percorso piazzate).

La posizione delle squadre come teste di serie si è basato sui coefficienti UEFA per club del 2022. Per le vincitrici del secondo turno di qualificazione, la cui identità non sarà nota al momento del sorteggio, verrà utilizzato il coefficiente della squadra con il punteggio più alto per ogni accoppiamento. 
La prima squadra estratta in ogni accoppiamento è la squadra che giocherà in casa la gara di andata.
Le vincitrici degli spareggi avanzeranno agli spareggi del rispettivo percorso. Le perdenti del Percorso Campioni saranno trasferite al turno di spareggio dell'Europa League, mentre le perdenti del Percorso Piazzate saranno trasferite alla fase a gironi dell'Europa League.
| Gruppo 1                              | Gruppo 1                               | Gruppo 2                             | Gruppo 2                             |
| Teste di serie                        | Non teste di serie                     | Teste di serie                       | Non teste di serie                   |
| ------------------------------------- | -------------------------------------- | ------------------------------------ | ------------------------------------ |
| Dinamo Zagabria Maccabi Haifa Qarabağ | Ludogorec Ferencváros Apollōn Limassol | Stella Rossa Viktoria Plzeň Žalgiris | Sheriff Tiraspol Bodø/Glimt P'yownik |

| Gruppo 1                        | Gruppo 1                                           |
| Teste di serie                  | Non teste di serie                                 |
| ------------------------------- | -------------------------------------------------- |
| Benfica Rangers Dinamo Kiev PSV | Monaco Midtjylland Sturm Graz Union Saint-Gilloise |

#### Risultati
| Squadra 1            | Totale   | Squadra 2        | Andata   | Ritorno     |
| Campioni             | Campioni | Campioni         | Campioni | Campioni    |
| -------------------- | -------- | ---------------- | -------- | ----------- |
| Maccabi Haifa        | 4 - 2    | Apollōn Limassol | 4 - 0    | 0 - 2       |
| Qarabağ              | 4 - 2    | Ferencváros      | 1 - 1    | 3 - 1       |
| Ludogorec            | 3 - 6    | Dinamo Zagabria  | 1 - 2    | 2 - 4       |
| Sheriff Tiraspol     | 2 - 4    | Viktoria Plzeň   | 1 - 2    | 1 - 2       |
| Bodø/Glimt           | 6 - 1    | Žalgiris         | 5 - 0    | 1 - 1       |
| Stella Rossa         | 7 - 0    | P'yownik         | 5 - 0    | 2 - 0       |
| Piazzate             |          |                  |          |             |
| Monaco               | 3 - 4    | PSV              | 1 - 1    | 2 - 3 (dts) |
| Dinamo Kiev          | 3 - 1    | Sturm Graz       | 1 - 0    | 2 - 1 (dts) |
| Union Saint-Gilloise | 2 - 3    | Rangers          | 2 - 0    | 0 - 3       |
| Benfica              | 7 - 2    | Midtjylland      | 4 - 1    | 3 - 1       |

##### Andata

###### Campioni
| Arbitro: | Danny Makkelie |

|                   |           |                            |
| Akanbi 36’ (rig.) | Marcatori | 41’ (rig.) Chorý 55’ Bucha |

| Arbitro: | Cüneyt Çakır |

|              |           |                         |
| Tekpetey 22’ | Marcatori | 6’ Perić 9’ (aut.) Padt |

| Arbitro: | István Vad |

|                                                                              |           |  |
| Vetlesen 33’ (rig.) Pellegrino 36’ Salvesen 58’ Høibråten 61’ Espejord 90+3’ | Marcatori |  |

| Arbitro: | Andreas Ekberg |

|           |           |          |
| Owusu 34’ | Marcatori | 17’ Boli |

| Arbitro: | Maurizio Mariani |

|                                                   |           |  |
| Peybernes 38’ (aut.) Mohamed 54’, 62’ Pierrot 79’ | Marcatori |  |

| Arbitro: | Artur Soares Dias |

|                                              |           |  |
| Bukari 29’, 44’, 70’ Kangwa 33’ Mitrović 77’ | Marcatori |  |

###### Piazzate
| Arbitro: | Davide Massa |

|            |           |             |
| Disasi 80’ | Marcatori | 38’ Veerman |

| Arbitro: | Irfan Peljto |

|                              |           |  |
| Teuma 27’ Vanzeir 76’ (rig.) | Marcatori |  |

| Arbitro: | Alejandro Hernández Hernández |

|                                   |           |                  |
| Ramos 17’, 33’, 61’ Fernández 40’ | Marcatori | 78’ (rig.) Sisto |

| Arbitro: | François Letexier |

|               |           |  |
| Karavajev 28’ | Marcatori |  |

##### Ritorno

###### Campioni
| Arbitro: | Sandro Schärer |

|              |           |             |
| Kyeremeh 39’ | Marcatori | 51’ Mugisha |

| Arbitro: | William Collum |

|  |           |                             |
|  | Marcatori | 44’ (rig.) Kanga 60’ Pavkov |

| Arbitro: | Orel Grinfeld |

|                          |           |                   |
| Kliment 10’ Mosquera 62’ | Marcatori | 47’ (rig.) Akanbi |

| Arbitro: | Felix Zwayer |

|                      |           |  |
| Ongenda 19’ Coll 27’ | Marcatori |  |

| Arbitro: | Benoît Bastien |

|                                                |           |                            |
| Drmić 12’ Oršić 27’ (rig.) Petković 87’ (rig.) | Marcatori | 45+4’, 49’ (rig.) Despodov |

| Arbitro: | Carlos del Cerro Grande |

|            |           |                          |
| Traoré 86’ | Marcatori | 7’ Zoubir 54’, 78’ Wadji |

###### Piazzate
| Arbitro: | Srđan Jovanović |

|           |           |                                        |
| Sisto 63’ | Marcatori | 23’ Fernández 56’ Araújo 88’ Gonçalves |

| Arbitro: | Ivan Kružliak |

|             |           |                              |
| Højlund 27’ | Marcatori | 97’ Vivčarenko 112’ Cyhankov |

| Arbitro: | Jesús Gil Manzano |

|                                        |           |                            |
| Veerman 21’ Gutiérrez 89’ De Jong 109’ | Marcatori | 58’ Maripán 70’ Ben Yedder |

| Arbitro: | Anastasios Sidīropoulos |

|                                            |           |  |
| Tavernier 45’ (rig.) Čolak 58’ Tillman 79’ | Marcatori |  |

### Spareggi

#### Sorteggio
Il sorteggio è stato effettuato il 2 agosto 2022, 12:00 CEST.
Un totale di 12 squadre giocheranno nel girone di spareggio. Sono stati divisi in due percorsi:
- Percorso Campioni (8 squadre): 2 squadre accedono a questo turno e 6 vincitrici del terzo turno di qualificazione (Percorso Campioni).
- Percorso Piazzate (4 squadre): 4 vincitrici del terzo turno di qualificazione (Percorso Piazzate).

La posizione delle squadre come teste di serie si è basato sui coefficienti UEFA per club del 2022. Per le vincitrici del terzo turno di qualificazione, la cui identità non sarà nota al momento del sorteggio, verrà utilizzato il coefficiente della squadra con il punteggio più alto per ogni accoppiamento.
Le squadre sono state suddivise in due urne ("teste di serie" e "non teste di serie") in base al loro coefficiente UEFA; la squadra sorteggiata per prima gioca l'andata in casa.
| Teste di serie  | Non teste di serie |          |          |
| Campioni        | Campioni           | Campioni | Campioni |
| --------------- | ------------------ | -------- | -------- |
| Dinamo Zagabria | Qarabağ            |          |          |
| Stella Rossa    | Bodø/Glimt         |          |          |
| Copenaghen      | Maccabi Haifa      |          |          |
| Viktoria Plzeň  | Trabzonspor        |          |          |
| Piazzate        |                    |          |          |
| Midtjylland     | Dinamo Kiev        |          |          |
| Rangers         | PSV                |          |          |

| Squadra 1     | Totale   | Squadra 2       | Andata   | Ritorno     |
| Campioni      | Campioni | Campioni        | Campioni | Campioni    |
| ------------- | -------- | --------------- | -------- | ----------- |
| Qarabağ       | 1 - 2    | Viktoria Plzeň  | 0 - 0    | 1 - 2       |
| Bodø/Glimt    | 2 - 4    | Dinamo Zagabria | 1 - 0    | 1 - 4 (dts) |
| Maccabi Haifa | 5 - 4    | Stella Rossa    | 3 - 2    | 2 - 2       |
| Copenaghen    | 2 - 1    | Trabzonspor     | 2 - 1    | 0 - 0       |
| Piazzate      |          |                 |          |             |
| Dinamo Kiev   | 0 - 5    | Benfica         | 0 - 2    | 0 - 3       |
| Rangers       | 3 - 2    | PSV             | 2 - 2    | 1 - 0       |

#### Risultati

##### Andata

###### Campioni
| Arbitro: | Danny Makkelie |

|                |           |  |
| Pellegrino 37’ | Marcatori |  |

| Arbitro: | Michael Oliver |

|                         |           |               |
| Claesson 9’ Lerager 48’ | Marcatori | 79’ Bakasetas |

| Baku 17 agosto 2022, ore 18:45 CEST ritorno → | Qarabağ       | 0 – 0 referto | Viktoria Plzeň | Stadio Tofiq Bəhramov (31 150 spett.)\| Arbitro: \| Slavko Vinčić \| |
| Arbitro:                                      | Slavko Vinčić |               |                |                                                                      |

| Arbitro: | Carlos del Cerro Grande |

|                            |           |                     |
| Pierrot 18’, 51’ Chery 61’ | Marcatori | 27’ Pešić 39’ Kanga |

###### Piazzate
| Arbitro: | Daniele Orsato |

|                        |           |                        |
| Čolak 40’ Lawrence 70’ | Marcatori | 37’ Sangaré 78’ Obispo |

| Arbitro: | Felix Zwayer |

|  |           |                       |
|  | Marcatori | 9’ Gilberto 37’ Ramos |

##### Ritorno

###### Campioni
| Arbitro: | Artur Soares Dias |

|                       |           |            |
| Kopic 58’ Kliment 73’ | Marcatori | 38’ Ozobić |

| Arbitro: | Anthony Taylor |

|                      |           |                                  |
| Pešić 27’ Ivanić 43’ | Marcatori | 45+5’ Sundgren 90’ (aut.) Pavkov |

| Trebisonda 24 agosto 2022, ore 21:00 CEST ← andata | Trabzonspor    | 0 – 0 (tot.: 1-2) referto | Copenaghen | Stadio Şenol Güneş (36 128 spett.)\| Arbitro: \| Danny Makkelie \| |
| Arbitro:                                           | Danny Makkelie |                           |            |                                                                    |

| Arbitro: | Antonio Mateu Lahoz |

|                                              |           |             |
| Oršić 4’ Petković 35’ Drmić 117’ Bočkaj 120’ | Marcatori | 70’ Grønbæk |

###### Piazzate
| Arbitro: | Clément Turpin |

|                                  |           |  |
| Otamendi 27’ Silva 40’ Neres 42’ | Marcatori |  |

| Arbitro: | Szymon Marciniak |

|  |           |           |
|  | Marcatori | 60’ Čolak |